# Norra underhållsregementet
Norra underhållsregementet (Uhreg N) var ett lednings- och underhållsförband inom svenska Försvarsmakten som verkade åren 1990–2001. Förbandsledningen var förlagd i Bodens garnison i Boden.

## Historia
Norra underhållsregementet bestod av flera olika förband, som ursprungligen betjänade de två militärområdena Nedre Norrlands militärområde (Milo NN) och Övre Norrlands militärområde (Milo ÖN). Den 1 juli 1993 sammanslogs de två militärområdena och bildade Norra militärområdet, varvid Norra militärområdets underhållsregemente bildades. Norra militärområdets underhållsregemente bildades i sin tur av Övre Norrlands militärområdes underhållsregemente (Uhreg ÖN) från Övre Norrlands militärområde, samt Nedre Norrlands militärområdes materielförvaltning (MF NN) och Nedre Norrlands militärområdes verkstadsförvaltning (VF NN) från Nedre Norrlands militärområde.
Underhållsförbanden i Norrland härstammar från de centralmagasin, intendenturförråd, tygstationer, ammunitionsförrådsgrupper vilka Armén bildades i början av 1900-talet. Det efter att riksdagen 1900 beslöt om att uppföra Bodens fästning. Vilket även resulterade i att underhållstjänst behövdes i regionen. År 1906 organiserades därför Bodens tygstation (BT), och 1912 organiserades Arméns intendenturförråd i Boden (AIB).
År 1966 genomfördes en större omorganisation inom försvaret, där bland annat underhållstjänsten organiserad på tre enheter, tygförvaltning, intendenturförvaltning och verkstadsförvaltning. År 1976 sammanfördes tygförvaltningen och intendenturförvaltningen och bildade en materielförvaltningsenhet, för respektive militärområde. Underhållstjänsten inom ett militärområde bestod från 1976 av en verkstadsförvaltningen och en materielförvaltningen. Dock med ett undantag, där tygförvaltningen och verkstadsförvaltningen kvarstod i sin organisation fram till 1982, då de uppgick i Gotlands militärkommando.
Med regeringens proposition 1989/90:139, föreslog regeringen för riksdagen att Övre Norrlands militärområdes materielförvaltnings (MF ÖN) och Övre Norrlands militärområdes verkstadsförvaltnings (VF ÖN) skulle sammanföras till Övre Norrlands militärområdes underhållsregemente. Propositionen antogs och den 1 oktober 1990 bildades det nya underhållsregementet, Övre Norrlands militärområdes underhållsregemente, vilket då fick det samlade ansvaret i Övre Norrland för underhållstjänsten i fred och krig, men även ansvar för utbildning i underhållstjänst.
Åren 1991–1993 reducerades antalet militärområden från sex till tre i två etapper, med den nya regionala militärområdes indelningen, kom även underhållstjänsten att påverkas. Vilket medförde att underhållstjänsten samlades till i nybildade underhållsregementen. Från den 1 juli 1994 organiserades tre underhållsregementen, Norra underhållsregementet, Mellersta underhållsregementet, Södra underhållsregementet, samt Underhållsgrupp Gotland.
De tre underhållsregementena samt underhållsgruppen upplöstes och avvecklades den 31 december 2001, och dess ansvar överfördes den 1 januari 2002 till det då nybildade Försvarsmaktens logistik (FMLOG).

### Historiska förband
Norra underhållsregementet består av flera olika förband som tillhört de två militärområdena Övre Norrlands militärområde (Milo ÖN) och Nedre Norrlands militärområde (Milo NN), och vilka som sammanfördes i samband med sammanslagningen av de båda militärområdena 1991.

#### Intendenturförvaltningar
Den 1 oktober 1966 organiserades Intendenturförvaltningar inom respektive militärområde. Dess uppgifter var bland annat förrådshållning av intendenturförnödenheter (till exempel kläder, mat, sjukvårdsutrustning) inom militärområdet. År 1976 slogs Intendenturförvaltningarna samman med tygförvaltningarna i respektive militärområde och bildade materielförvaltningar.
| Beteckning | Namn                                                  | Garnison            | Aktiv     | Kommentar            |
| ---------- | ----------------------------------------------------- | ------------------- | --------- | -------------------- |
| IF NN      | Nedre Norrlands militärområdes intendenturförvaltning | Östersunds garnison | 1966–1976 | Uppgick 1976 i MF NN |
| IF ÖN      | Övre Norrlands militärområdes intendenturförvaltning  | Bodens garnison     | 1966–1976 | Uppgick 1976 i MF ÖN |

#### Tygförvaltningar
Den 1 oktober 1966 organiserades Tygförvaltningar inom respektive militärområde. Dess uppgifter var bland annat förrådshållning av tygförnödenheter (till exempel vapen och ammunition) inom militärområdet. 1976 slogs Tygförvaltningar samman med Intendenturförvaltningar i respektive militärområde och bildade materielförvaltningar.
| Beteckning | Namn                                          | Garnison            | Aktiv     | Kommentar            |
| ---------- | --------------------------------------------- | ------------------- | --------- | -------------------- |
| TF NN      | Nedre Norrlands militärområdes tygförvaltning | Östersunds garnison | 1966–1976 | Uppgick 1976 i MF NN |
| TF ÖN      | Övre Norrlands militärområdes tygförvaltning  | Bodens garnison     | 1966–1976 | Uppgick 1976 i MF ÖN |

#### Materielförvaltningar
Materielförvaltningar bildades 1976 genom en sammanslagning av Intendenturförvaltningarna och Tygförvaltningarna inom respektive militärområde. Dess uppgift var att förrådshålla inom militärområdet försvarsspecifika förnödenheter.
| Beteckning | Namn                                               | Garnison            | Aktiv     | Kommentar               |
| ---------- | -------------------------------------------------- | ------------------- | --------- | ----------------------- |
| MF NN      | Nedre Norrlands militärområdes materielförvaltning | Östersunds garnison | 1976–1993 | Uppgick 1993 i Uhreg N  |
| MF ÖN      | Övre Norrlands militärområdes materielförvaltning  | Bodens garnison     | 1976–1990 | Uppgick 1990 i Uhreg ÖN |

#### Verkstadsförvaltningar
Den 1 oktober 1966 organiserades Verkstadsförvaltningar inom respektive militärområde. Dess uppgifter övertog man ifrån regementena och bestod i service och reparationer av tygmateriel inom militärområdet. Åren 1966–1976 benämndes Verkstadsförvaltningar som Tygverkstadsförvaltningen.
| Beteckning | Namn                                                | Garnison            | Aktiv     | Kommentar               |
| ---------- | --------------------------------------------------- | ------------------- | --------- | ----------------------- |
| VF NN      | Nedre Norrlands militärområdes verkstadsförvaltning | Östersunds garnison | 1966–1993 | Uppgick 1993 i Uhreg N  |
| VF ÖN      | Övre Norrlands militärområdes verkstadsförvaltning  | Bodens garnison     | 1966–1990 | Uppgick 1990 i Uhreg ÖN |

#### Underhållsregementen
| Beteckning | Namn                               | Garnison        | Aktiv     | Kommentar              |
| ---------- | ---------------------------------- | --------------- | --------- | ---------------------- |
| Uhreg ÖN   | Övre Norrlands underhållsregemente | Bodens garnison | 1990–1993 | Uppgick 1993 i Uhreg N |
| Uhreg N    | Norra underhållsregementet         | Bodens garnison | 1993–2001 | Uppgick 2001 i FMLOG   |

## Verksamhet
Norra underhållsregementet var ett kaderorganiserat krigsförband underställt militärbefälhavaren för Norra militärområdet (MB N), och tillhörde Försvarsmaktens förbandstyp "Operativa lednings- och underhållsförband". Underhållstjänsten inom Försvarsmakten utgjordes åren 1991–2001 till största delen av Norra underhållsregementet, Mellersta underhållsregementet och Södra underhållsregementet samt av Underhållsgrupp Gotland. Norra underhållsregementet lämnade stöd till armé-, marin- och flygstridskrafter avseende teknisk tjänst samt utförde kontroll avseende teknisk säkerhet beträffande ammunition och drivmedel vid förband inom Norra militärområdet och senare Norra militärdistriktet.
Förnödenhetsförsörjningen inom underhållstjänsten som genomfördes av miloförråden syftade till att täcka fastställda behov, reglera omhändertagande av förnödenheter samt bestämma avgången av förnödenheter. Den tekniska tjänsten inom underhållstjänsten genomfördes av miloverkstäder och markteleverkstäder som understödde krigsförbandens förmåga att lösa ställda uppgifter vad gällde materialunderhåll och tekniskt systemstöd.
Underhållsregementena var kaderorganiserade, det vill säga fredsanställd personal utgjorde stomme för krigsförbanden, underhållsgrupp och markteleunderhållsbataljon. Verksamheterna leddes av respektive regementschef och regementsstab vilken också direkt ledde markteleunderhållsbataljoner. Respektive underhållsgrupp leddes av en underhållsgruppchef och stab bestod av följande enheter:
- Miloreparationskompanier
- Miloverkstadskompanier
- Miloförrådskompanier
- Miloförsörjningskompanier.
- Transportkompanier

## Förläggningar och övningsplatser
Norra underhållsregementet hade sin stabsplats vid Sveavägen 12 i Boden. Dess förrådsområde spände dock över stora delar av Boden, där bland annat Trångforsområdet utgjort en betydande del av underhållstjänsten i Boden. Vidare hade Norra underhållsregementet markteleverkstäder i Boden, Luleå, Umeå, Östersund och Härnösand. Miloverkstäder fanns i Arvidsjaur, Boden, Kalix, Kiruna, Sollefteå, Umeå och Östersund. Miloförråd fanns i Arvidsjaur, Boden, Kalix, Kiruna, Sollefteå, Umeå och Östersund. Utöver dessa centrala verkstäder och förråd ansvarade Underhållsregementet för samtliga mobiliseringsförråd inom militärområdet.

## Heraldik och traditioner
Den 26 augusti 1994 tog regementet emot sin fana. I samband med att Norra underhållsregementet upplöstes och avvecklades, instiftades 2001 Norra underhållsregementets minnesmedalj i silver (UhregNMSM).

## Förbandschefer
Förbandschefen titulerades regementschef och hade åren 1994–2000 tjänstegraden överste av första graden. 
- 1991–1994: Gorm Wigforss
- 1994–1997: Sven Holmén
- 1998–2000: Jan Frank
- 2000–2001: Frank Westman

## Namn, beteckning och förläggningsort
| Övre Norrlands militärområdes underhållsregemente | 1990-10-01 | – | 1993-06-30 |
| Norra militärområdets underhållsregemente         | 1993-07-01 | – | 1994-06-30 |
| Norra underhållsregementet                        | 1994-07-01 | – | 2001-12-31 |
| Avvecklingsorganisation                           | 2002-01-01 | – | 2002-09-30 |

| Uhreg ÖN | 1990-10-01 | – | 1993-06-30 |
| Uhreg N  | 1994-07-01 | – | 2001-12-31 |

| Bodens garnison (F) | 1990-10-01 | – | 2001-12-31 |